# Dubuque
Dubuque är en stad (city) i Dubuque County i delstaten Iowa, USA. Dubuque är administrativ huvudort (county seat) i Dubuque County.